# Cathédrale Saint-Jean-Baptiste de Norwich
Cette  cathédrale n’est pas la seule cathédrale Saint-Jean-Baptiste.
Ne doit pas être confondu avec la Cathédrale de Norwich, la cathédrale anglicane de la cité.
La cathédrale Saint-Jean-Baptiste de Norwich (en anglais : Cathedral Church of St John the Baptist) est la cathédrale catholique de la ville de Norwich, dans le Norfolk en Angleterre.
La cathédrale, située sur Earlham Road, est construite entre 1882 et 1910 sur les plans de George Gilbert Scott, comme une église paroissiale dédiée à saint Jean Baptiste. 
En 1976, elle est consacrée comme cathédrale du diocèse d'Est Anglie devenant ainsi le siège de l'évêché.

## Précisions
La cathédrale est l'un des plus beaux exemples d'architecture néo-gothique victorienne du Royaume-Uni et la deuxième plus grande cathédrale catholique du pays. La richesse des vitraux et du travail de la pierre en font l'un des bâtiments architecturaux les plus notables du Norfolk.
Les fonds nécessaires à sa construction ont été fournis par Henry Fitzalan-Howard, 15e duc de Norfolk, en remerciement de son premier mariage avec Lady Flora Abney-Hastings.
En novembre 2014, pour la première fois depuis 1558, une grand-messe pontificale à l'occasion de la Toussaint a été célébrée dans la cathédrale de ce siège épiscopal.
Elle est l'une des deux cathédrales de la ville de Norwich, l'autre étant la cathédrale anglicane de la Sainte-et-Indivisible-Trinité, commencée dans le style normand en 1096.

## Aménagements
La bibliothèque Duckett se trouve juste à côté de la nef sud de la cathédrale. Elle porte le nom du chanoine Richard Duckett, recteur de l'église de 1876 à 1910. Elle a été inaugurée le 22 février 2012. Il faut devenir membre de la bibliothèque pour y accéder, et l'adhésion est ouverte à tous les fidèles de la cathédrale. Elle compte 3 000 publications religieuses et son personnel est composé de bénévoles.
L'ancienne salle paroissiale à été réaménagée en centre d'accueil des visiteurs de la cathédrale, appelé le Narthex. Depuis mars 2010, celui-ci comprend une galerie documentaire, une boutique, un bar, deux salles polyvalentes et un accès au jardin.

## Galerie

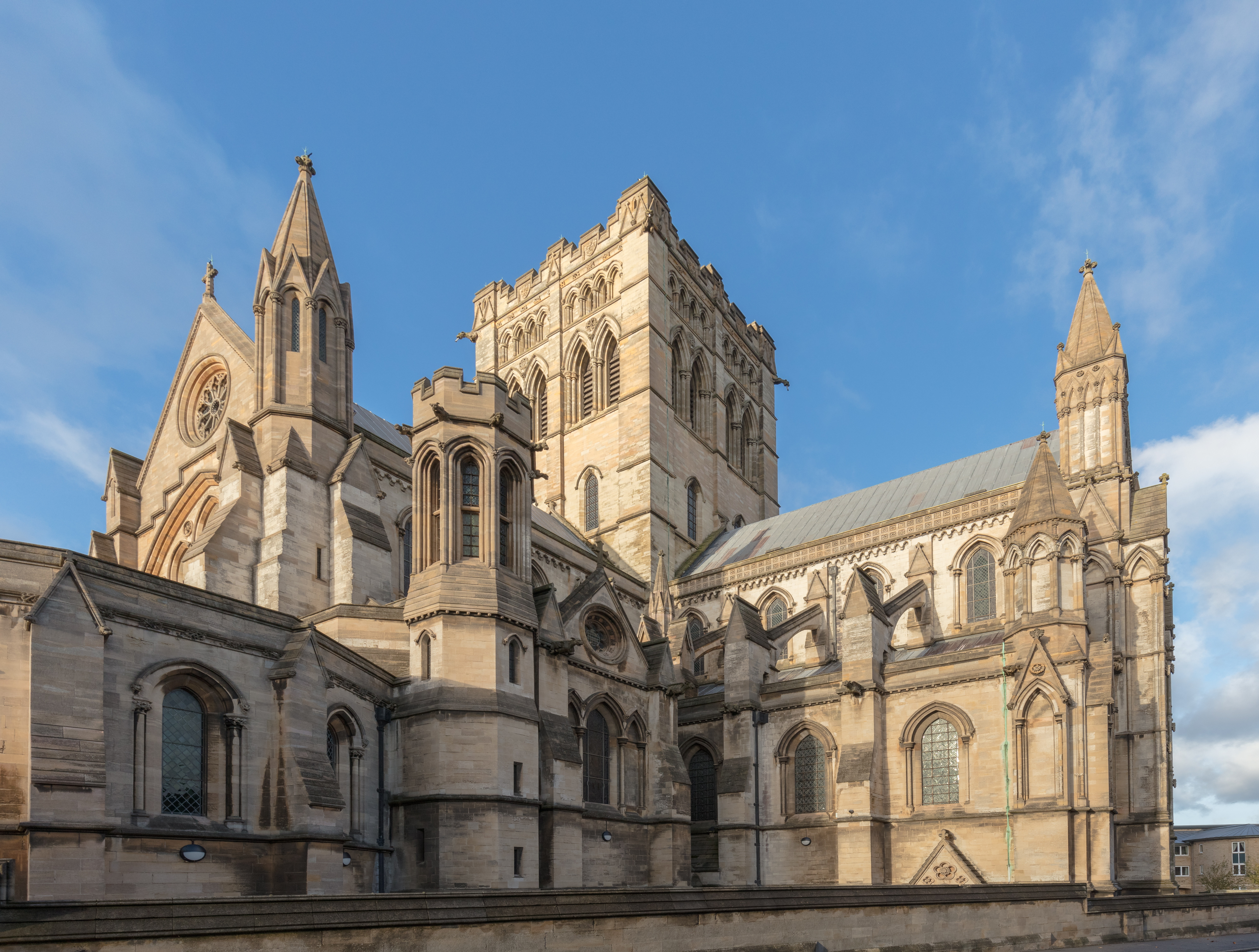
Vue d'ensemble.
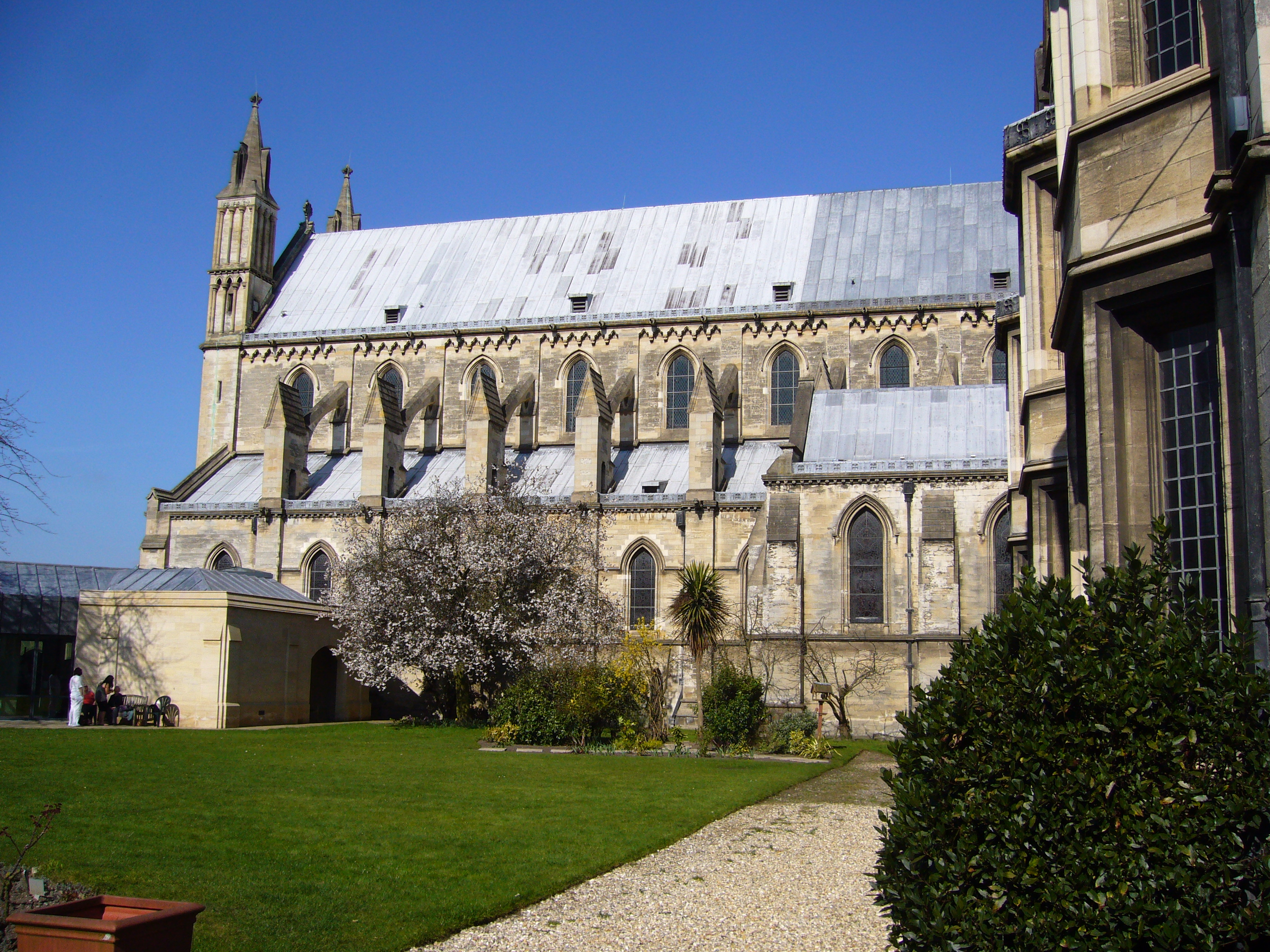
La cathédrale avec le jardin.
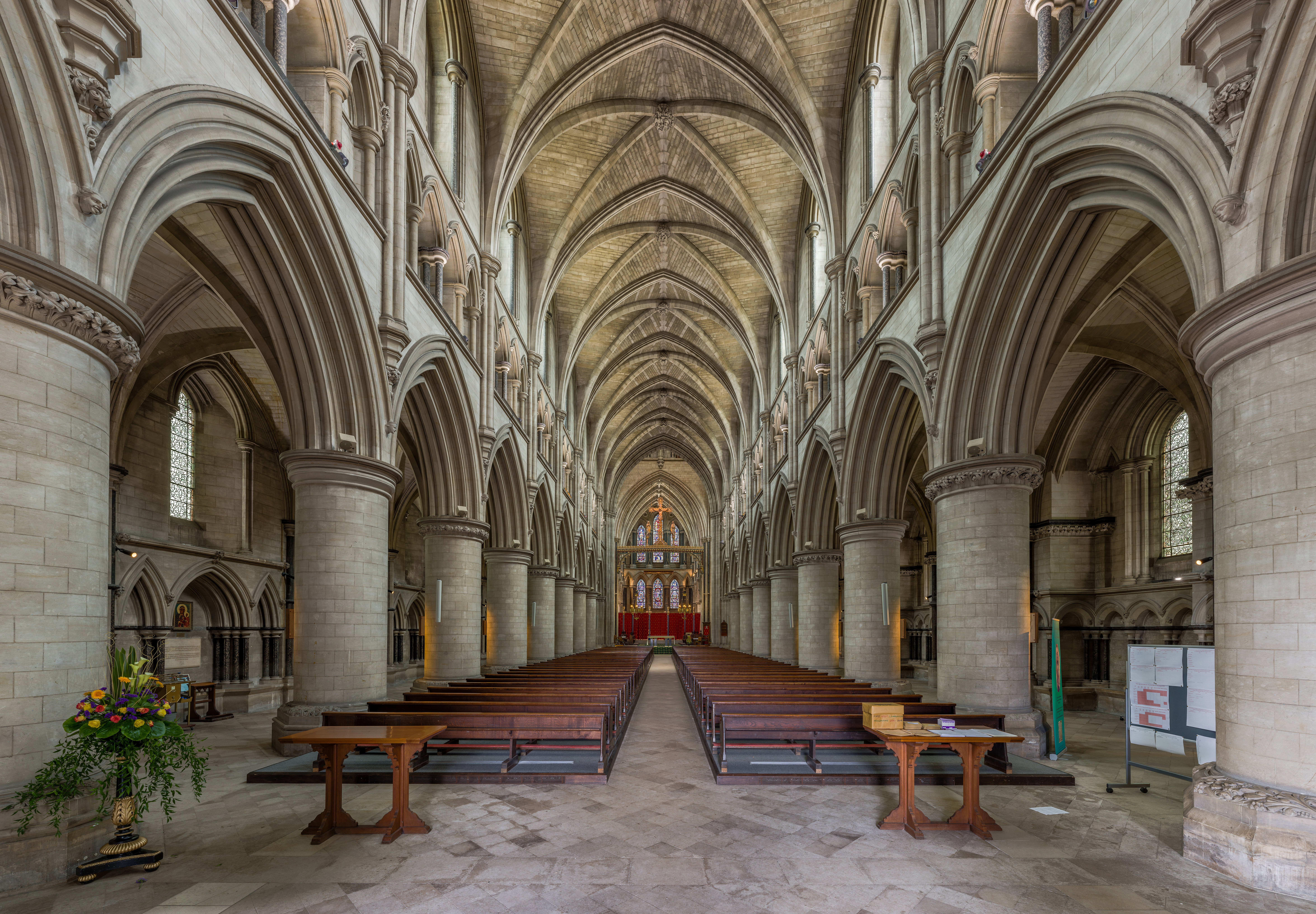
La nef centrale.
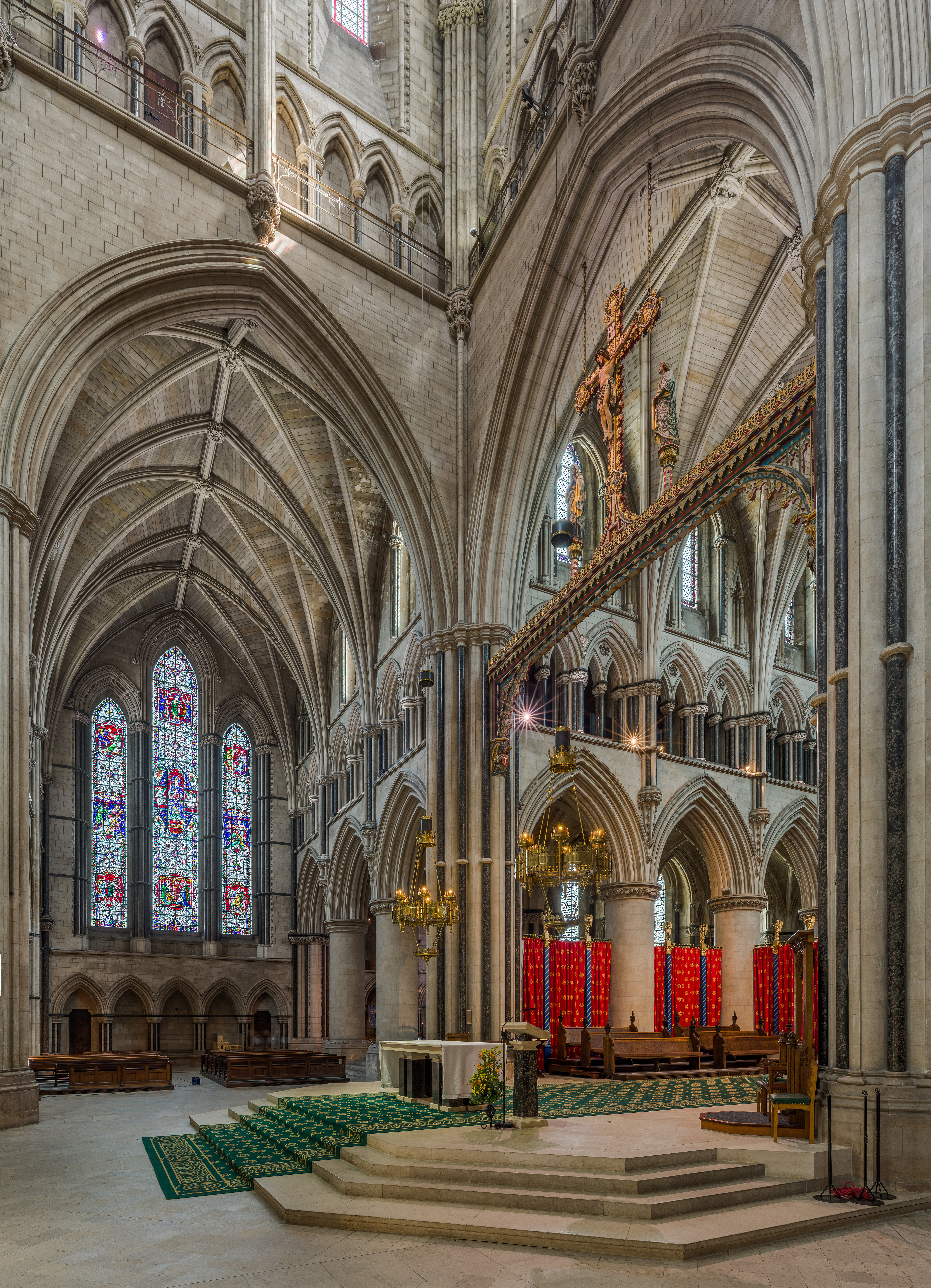
Le chœur

## Source
- (en) Cet article est partiellement ou en totalité issu de l’article de Wikipédia en anglais intitulé « St John the Baptist Cathedral, Norwich » (voir la liste des auteurs).